# EPUB
EPUB (een afkorting van electronic publication) is een vrij en open e-book (standaard) formaat dat ontwikkeld is door het International Digital Publishing Forum (IDPF). EPUB wordt soms ook weleens aangeduid als ePub, ePUB, EPub of gewoon epub, maar de voorkeur van de maker is EPUB.

## Ontwerp
EPUB is ontworpen voor reflowable content: de presentatie van de inhoud kan worden aangepast aan de gebruikte e-reader bijv. wat betreft lettertype, lettergrootte, regellengte, breedte van de marge. EPUB is de opvolger van het Open eBook-formaat.
EPUB bestanden zijn zogenaamde containers, d.w.z. een verzameling van bestanden, in dit geval in de vorm van een zip-archief. In het zip-archief kunnen diverse andere bestanden voorkomen, onder andere van het type xml, html, svg en css.

## Geschiedenis
De huidige versie is EPUB 3.3.
In 2007 was EPUB 2 de standaard die de opvolger was van de open eBook-publicatiestructuur of 'OEB', in 1999 ontwikkeld.
In 2010 kwam EPUB 2.0.1 als opvolger.
In 2011 kwam de goedkeuring voor EPUB 3 in 2014 EPUB 3.0.1 (fout revisie) en in 2017 3.1.

## Kenmerken
- Vrij en open source
- Aanpasbare tekstgrootte
- Ingebakken metadata
- DRM-ondersteuning
- CSS-styling